# Cătălin Mitulescu
Cătălin Mitulescu (n. 13 ianuarie 1972, Voluntari, România) este un regizor de film, producător și scenarist român.

## Biografie
Este absolvent al Liceului Nicolae Bălcescu, azi Colegiul Național "Sfântul Sava" din București. După terminare liceului, urmează doi ani Facultatea de Geologie apoi pleacă la lucru în Italia. Se reîntoarce în România în 1995 și este asistent de regie al lui Dan Pița la Omul zilei. Începe cursurile la UATC - secția Regie film, pe care o absolvă în 2001. Scenariul de lungmetraj Eu când vreau să fluier, fluier (după piesa lui Andrei Vălean) primește Premiul ONC (1999), Premiul "Eureka" (2002) și Premiul Hubert Balls (2003), dar rămâne în stadiul de proiect. În selecția oficială a Festivalului de Film de la Cannes intră scurtmetrajul București - Wien 8:15, dar este prezentat și în cadrul altor festivaluri, filmul obține premiul ONC pentru cel mai bun regizor la CineMAiubit (București).
Cătălin Mitulescu este căsătorit cu actrița Ada Condeescu. Cei doi au împreună doi copii.

## Filmografie

### Regizor
- La amiază (1997)
- Adrian Copilul Minune (1999, scurt-metraj documentar)
- București-Wien, ora 8:15 (2000, scurtmetraj)
- 17 minute întârziere (2002, scurtmetraj)
- Trafic (2004, scurtmetraj câștigător al Palme d'Or la Cannes 2004)
- Cum mi-am petrecut sfârșitul lumii (2006, lungmetraj)
- Loverboy (2011, lungmetraj)
- Dincolo de calea ferată (2016) titlu de lucru Rumeno[7]
- Heidi (2019, lungmetraj)

### Scenarist
- București-Wien, 8:15 (2000)
- 17 minute întârziere (2002)
- Trafic (2004)
- Cum mi-am petrecut sfârșitul lumii (2006)
- O zi bună de plajă (2008, scurtmetraj premiat cu Ursul de Aur la Berlin 2008)
- Lecția de box (2007, scurtmetraj)
- Muzica în sânge (2010, scurtmetraj)
- Eu când vreau să fluier, fluier (2010, premiat cu Marele Premiu al Juriului Ursul de Argint la Berlin 2010)
- Loverboy (2011)
- Heidi (2019)

### Producător
- Trafic (2004)
- Ryna (2005)
- Cum mi-am petrecut sfârșitul lumii (2006)
- Lecția de box (2007, scurtmetraj)
- O zi bună de plajă (2008)
- Eu când vreau să fluier, fluier (2010)
- Muzica în sânge (2010, scurtmetraj)
- Loverboy (2011) (lungmetraj)
- Heidi (2019)